# ميثانا
ميثانا (Μέθανα) هي مدينة في إقليم أتيكا في اليونان.